# Казоли
Ка̀золи (на италиански: Casoli) е градче и община в Южна Италия, провинция Киети, регион Абруцо. Разположено е на 378 m надморска височина. Населението на общината е 5806 души (към 2013 г.).